# Bob Berg
Robert Berg (ur. 7 kwietnia 1951 w Nowym Jorku, zm. 5 grudnia 2002 w East Hampton) – amerykański saksofonista jazzowy. Największą sławę przyniosła mu współpraca z Milesem Davisem w latach 80.

## Życiorys
Bob Berg rozpoczął naukę gry na fortepianie w wieku 6 lat. Mając 13 lat, inspirowany muzyką Juliana „Cannonballa” Adderleya i Horace’a Silvera, zaczął grać na saksofonie altowym. Uczęszczał do High School of Performing Arts w Nowym Jorku, a następnie Juilliard School of Music. Pod wpływem muzyki Johna Coltrane’a z lat 1964–1967 wybrał grę na saksofonie tenorowym. Grając na tym instrumencie prezentował wysoce ekspresyjny styl improwizacji.
Po krótkiej przygodzie z free jazzem porzucił jazz awangardowy na rzecz post-bop’u. W 1973 spełnił swoje dziecięce marzenie podejmując współpracę z Horacem Silverem, która zaowocowała albumami Silver 'n Brass (1975), Silver 'n Wood (1976) oraz Silver 'n Voices (1976). W następnych latach współpracował m.in. z Cedarem Waltonem, Samem Jonesem i Billy Higginsem. W 1978 nagrał swój debiutancki album New Birth, obejmujący m.in. przepełnione improwizacjami aranżacje piosenek You’re My Thrill i This Masquerade.
Sławę przyniosła mu współpraca z Milesem Davisem, w tym występ na płycie You’re Under Arrest (1985), na której gra na saksofonach sopranowym i tenorowym. Brał też udział w trasach koncertowych Davisa. W 1984, 1985 i 1986 towarzyszył Davisowi w koncertach na festiwalu w Montreux. Davis uważał Berga za jednego z najgenialniejszych saksofonistów, jakich słyszał, dodając, że to prawdziwy „Young, white cat”.
W późniejszym okresie nagrywał kolejne płyty jako lider, a także występował w projektach innych muzyków, w tym na solowych nagraniach Mike’a Sterna. Z kolei Mike Stern wziął udział w produkcji albumów Berga (Cycles – 1988, In the Shadows – 1990). W 1990 uczestniczy w nagraniu płyty Rhythmstick Dizzy’ego Gillespie. W 1992 podjął współpracę z Chick’em Coreą, z którym nagrał album Time Warp (1995).
Kilkukrotnie koncertował w Polsce i chętnie grywał z polskimi muzykami.
Bob Berg zginął 5 grudnia 2002 w wypadku samochodowym niedaleko swojego domu w East Hampton.